# Noorda arfakensis
Noorda arfakensis is een vlinder uit de familie van de grasmotten (Crambidae). De wetenschappelijke naam van de soort is voor het eerst gepubliceerd in 1912 door George Hamilton Kenrick.
De soort komt voor in Indonesië (Westelijk Nieuw-Guinea).